# Стоколос житній
Стоколос житній, бромус житній, стоколоса заглушка (Bromus secalinus) — вид рослин родини тонконогові.

## Назва
В англійські мові у назві рослини також є алюзія з житом — англ. rye brome

## Будова
Стебло пряме, заввишки 60–120 см. Листки лінійні. Суцвіття — волоть. Плоди — циліндрична зернівка. З однієї рослини можна отримати до 5 тисяч насінин.

## Поширення та середовище існування
Зростає у Поліссі та Лісостепу України.

## Практичне використання
Насіння стоколоса збирали і готували киселі, каші, бовтанки, юшки.

## Галерея

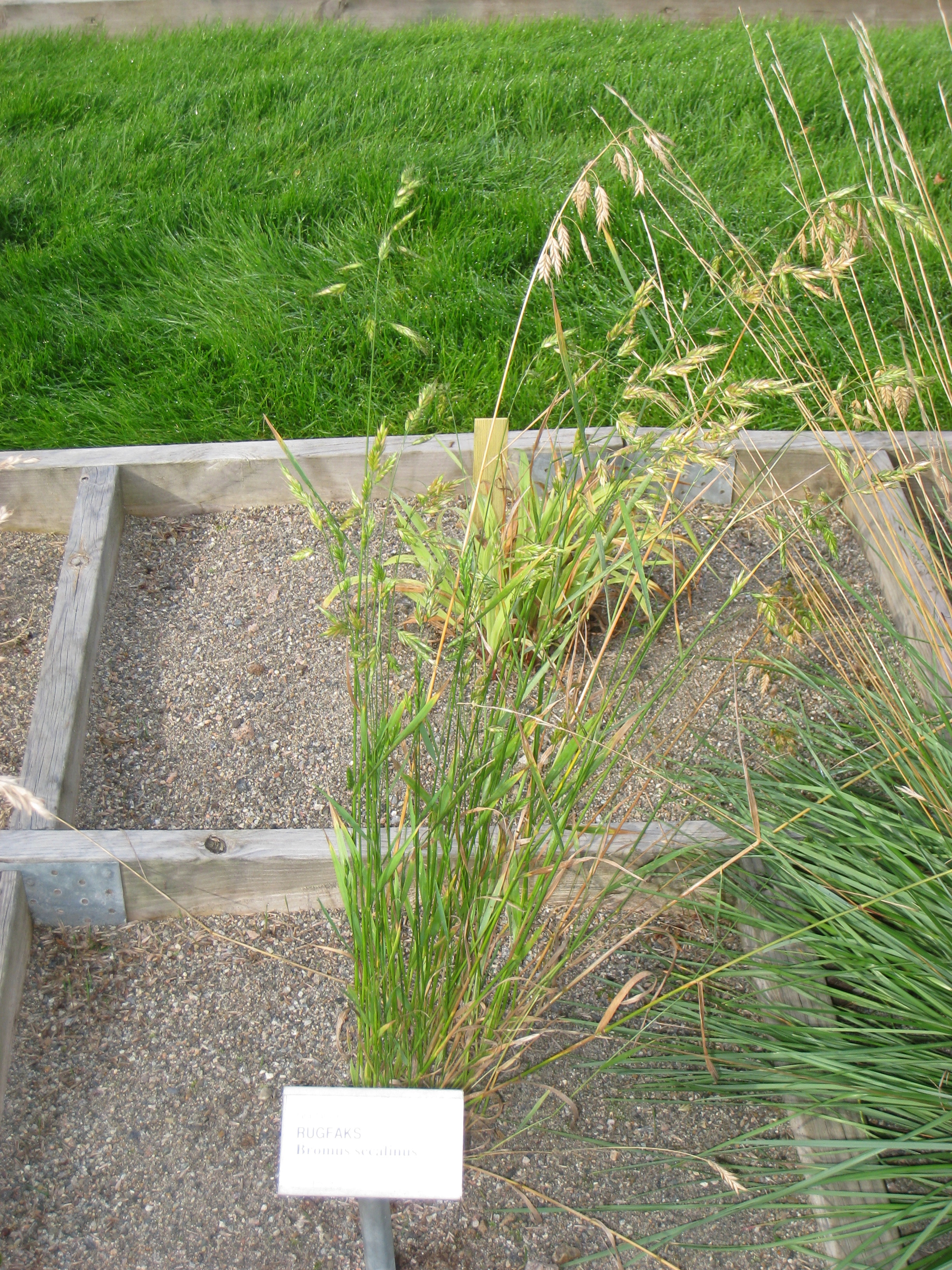
Загальний вигляд рослини
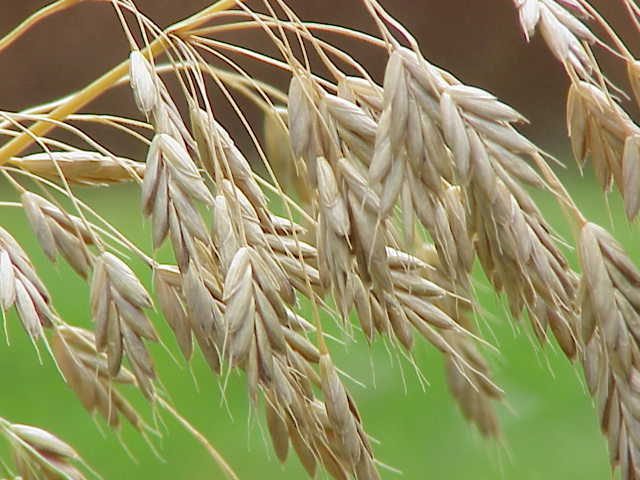
Волоть